# Pedicularis comosa
Espèce
Classification APG III (2009)
Statut de conservation UICN

 LC  : Préoccupation mineure
Pedicularis comosa, la Pédiculaire chevelue ou Pédiculaire à toupet, est une espèce de plantes herbacées appartenant à la famille des Scrophulariaceae selon la classification classique de Cronquist (1981) ou à la famille des Orobanchaceae selon la classification phylogénétique. On la rencontre dans les régions montagneuses d'Europe.

## Description
Cette plante vivace possède une tige simple de 15 à 20 cm de hauteur. Ses feuilles sont duveteuses ou presque glabres de forme lancéolée. Ses fleurs sont jaune pâle. Elle fleurit à la fin du printemps et au début de l'été.

## Sous-espèces
- Pedicularis comosa subsp. comosa L., 1753
- Pedicularis comosa subsp. asparagoides (Lapeyr.) P.Fourn. - la Pédiculaire fausse-asperge